# Brauerei Pinkus Müller

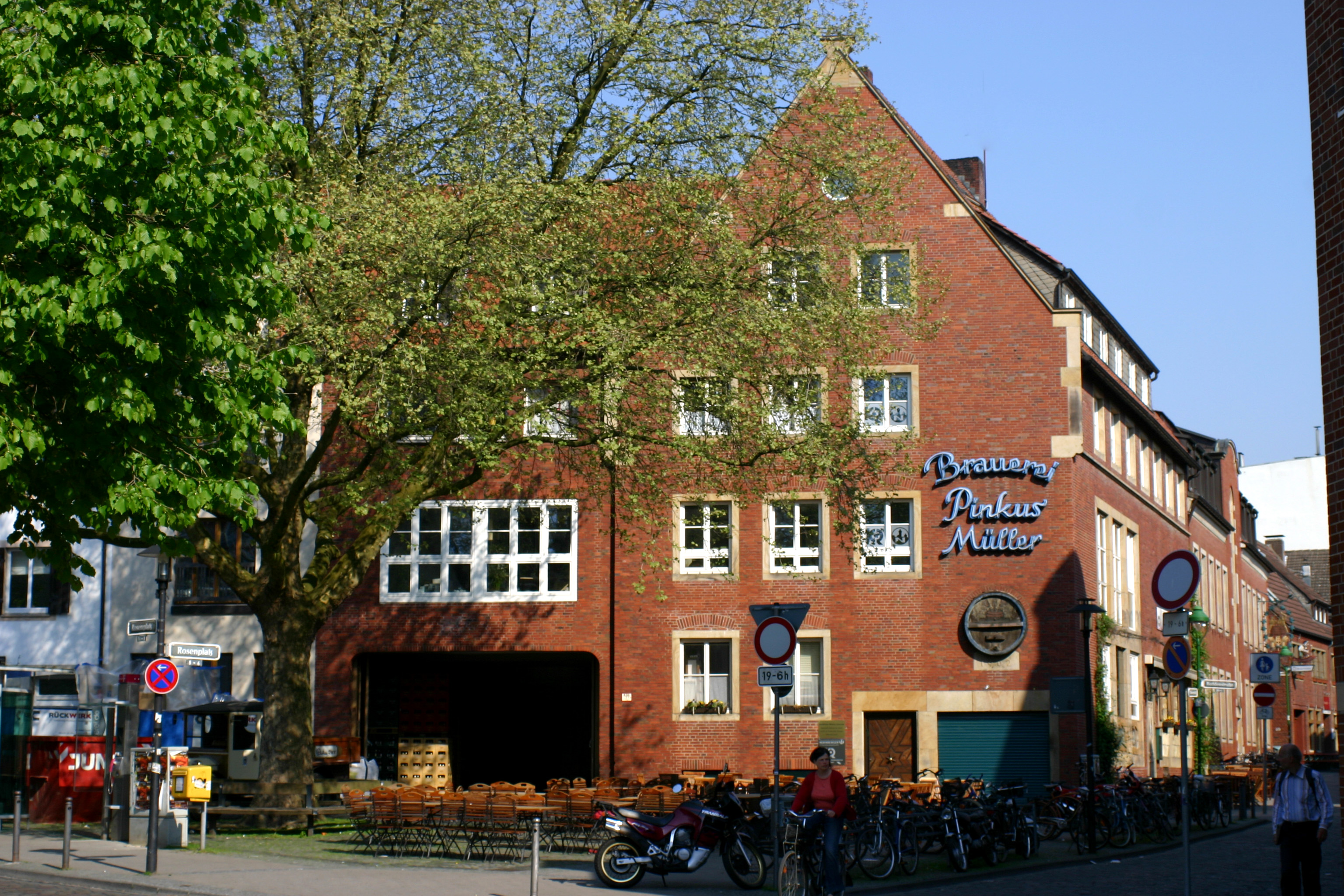
Brauerei Pinkus Müller

Liebfrauen-Schützenbruderschaft von 1630 Münster von Pinkus Müller

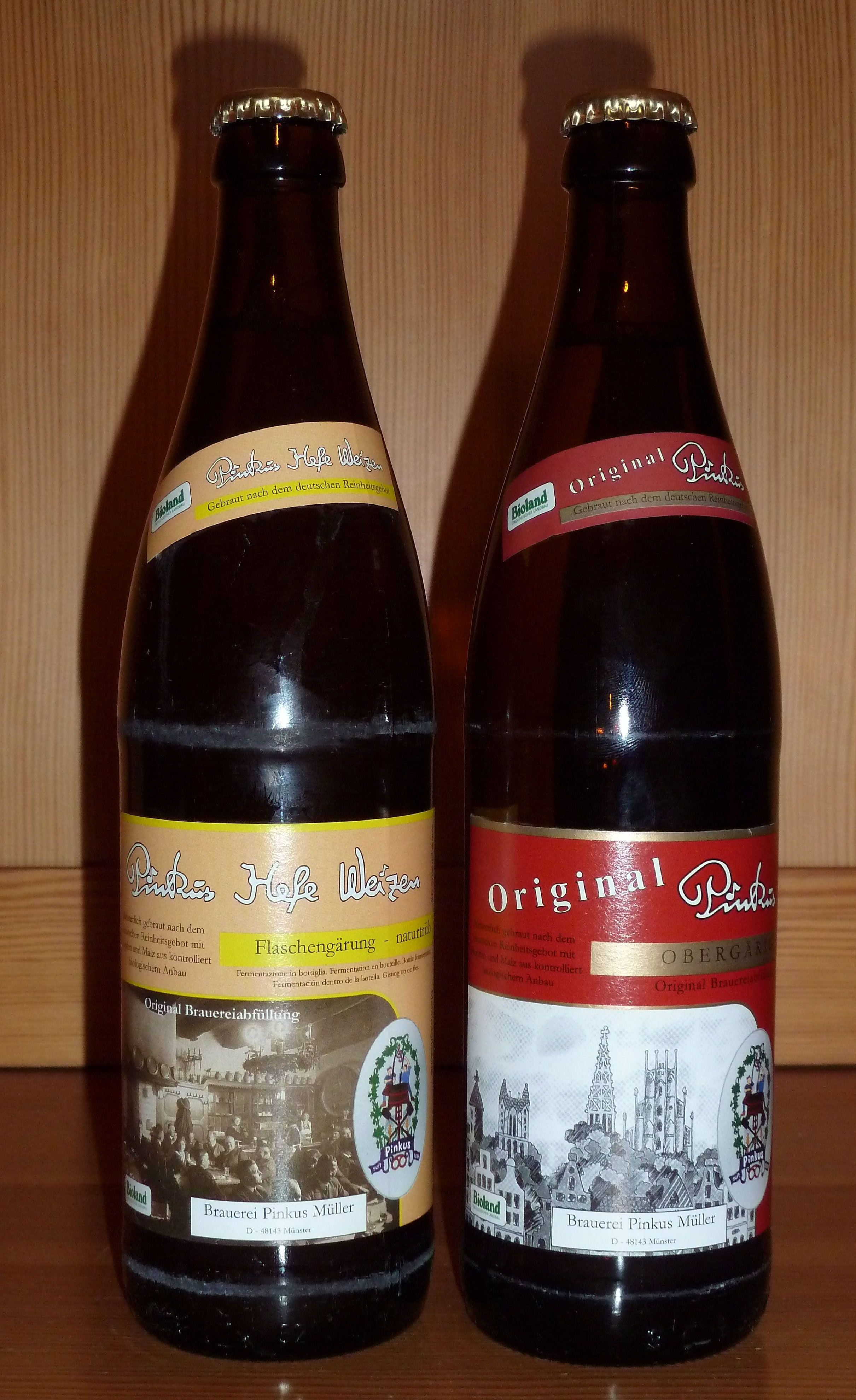
Hefe Weizen und Altbier von Pinkus Müller

Die Privatbrauerei Pinkus Müller braut seit 1866 Bier im historischen Kuhviertel der Altstadt von Münster und ist von ehemals über 150 Altbierbrauereien die einzige verbliebene Brauerei wie Mälzerei dieser Stadt.

## Geschichte
Johannes Müller (1792–1871) kam 1816 aus Hildebrandshausen nach Münster, heiratete dort Friederika Cramer und errichtete in der Kreuzstraße 10 eine Bäckerei und Brauerei. Im Jahre 1866 wurde die Bäckerei geschlossen und stattdessen eine Mälzerei in Betrieb genommen. Der Namensgeber Carl „Pinkus“ Müller (1899–1979) war auch als Sänger bekannt. Zum Namen Pinkus kam er auf die folgende Weise:

„Auf einem nächtlichen Ausflug widmet er sich zusammen mit zwei Mitschülern einem „Bullenkopp“, einem sechs Liter fassenden Krug Altbier. Nach fortgeschrittenem Genuß der Hausspezialität überkommt die vermutlich ausgesprochen lustige Gesellschaft ausgerechnet auf der Promenade kollektiv ein dringendes menschliches Bedürfnis, woraus sie stante pede einen sportlichen Wettkampf entwickelt: Als Ausgangsposition gibt es auf der einen Seite ein kleines Mäuerchen, auf der anderen eine brennende Gaslaterne, eine NOCH brennende Gaslaterne... Der offizielle Titel des Gewinners verkürzt sich im Laufe der Zeit zu „Pinkus“. Der Bezeichnete lässt den Namen später sogar in seinen Pass eintragen, denn „Carl Müllers gibt’s so viele, Pinkus ist einmalig!““

 Im Laufe der Zeit wurde das Biersortiment immer mehr erweitert.
Die Brauerei verwendet ausschließlich Rohstoffe aus kontrolliert biologischem Anbau. Derzeit werden pro Jahr 20.000 Hektoliter Bier produziert, wovon 80 % als Flaschenabfüllung in den Handel kommen. In der angeschlossenen Gaststätte wird traditionelles Münstersches Essen angeboten.
Den Geschäftsführern Barbara Müller und Hans Müller wurde nach einem Beschluss des Rates am 17. Mai 2011 der Wirtschaftspreis 2011 der Stadt Münster verliehen.
Biere der Brauerei werden weltweit vertrieben.

## Biersorten
Zurzeit werden folgende Sorten angeboten:
- Pinkus Original Alt
- Pinkus Special (ungefiltertes Pils)
- Pinkus Hefe Weizen
- Pinkus Hefe Weizen alkoholfrei
- Pinkus Pils
- Müller’s Lagerbier (nach Demeter-Standards)
- Pinkus Jubilate (dunkles Lagerbier)
- Pinkus Classic (hergestellt mit historischen Gerstensorten)
- Pinkus Bock
- Müller’s Malz
- Pinkus Honigmalz
- Pinkus Alkoholfrei
- Pinkus Extra (seit 2012), ein Pils mit hohem Hopfenanteil[4]
- Alkoholfreies Radler

## Trivia
In dem Lied Liebe Stadt im Lindenkranze (Melodie: Heidelberg Du Jugendbrunnen) singen Studentenverbindungen eine Zusatzstrophe, in der es heißt:
Wer noch nie ins Aug’ geschauet /
Münsteraner Mägdelein, /
Wer die Schilder nie geklauet, /
Kann kein Münsteraner sein. /
Wer den Stuhlmacher’schen Tropfen /
Und den Bullenkopp nicht kennt, /
||:Und des Pinkus Müller’s Hopfen, /
War in Münster nie Student.:||
In der Wiederholung der letzten beiden Zeilen wird der Hopfen durch die Tochter ersetzt.